# Mercedes-Benz S500 Intelligent Drive
Der Mercedes-Benz S500 Intelligent Drive ist ein Forschungsfahrzeug der Daimler AG, das die historische Strecke der Bertha Benz Memorial Route von Mannheim nach Pforzheim autonom ohne Fahrereingriff bewältigt hat. Es wurde vom damaligen Vorstandsvorsitzenden der Daimler AG Dieter Zetsche 2013 in Frankfurt im Rahmen einer Auftaktveranstaltung zur IAA vorgestellt.
2010 reifte in der Forschung und Vorentwicklung der Daimler AG die Idee, die mit dem Ende des Projekts Prometheus eingestellten Arbeiten an autonomen Fahrzeugen wieder aufzunehmen. Man setzte sich zum Ziel, auf Stadt- und Überlandstraßen autonom zu fahren. Der damalige Forschungsleiter Ralf Guido Herrtwich fasste die Aufgabe seines Team folgendermaßen zusammen: „Wir wollten dem Auto schrittweise auch in Situationen die Führungsaufgabe übertragen, in denen die Geschwindigkeit höher oder das Verkehrsgeschehen unübersichtlicher wird.“
Als Teststrecke wählte man die gut 100 Kilometer lange Route, auf der Bertha Benz im Jahr 1888 die erste automobile Fernfahrt der Geschichte absolvierte. Der S500 Intelligent Drive konnte diese Strecke rechtzeitig zum 125-jährigen Jubiläum der Ursprungsfahrt autonom bewältigen. Das Fahrzeug wurde später auch auf anderen Strecken, u. a. in Kalifornien, eingesetzt und im Rahmen der Sendung 60 Minutes auf CBS einem breiteren amerikanischen Fernsehpublikum vorgestellt.
Zusammen mit einer Forschungsgruppe des KIT unter Christoph Stiller arbeitete ein etwa vierzigköpfiges Team bei Daimler an der Entwicklung der Hard- und Software des Fahrzeugs. Sensorisch verfügt es über Weiterentwicklungen der damals bei Mercedes-Benz bereits im Serieneinsatz befindlichen Stereokamera sowie eine Reihe von Nah- und Fernradare. Seriennahe und vergleichsweise kostengünstige Technik zu verwenden, war laut Herrtwich ein Hauptziel des Projekts, um die Voraussetzung zu schaffen, Lösungen aus dem Forschungsfahrzeug zeitnah in spätere Serienprodukte übertragen zu können. Dies ist Mercedes-Benz später dann auch mit Systemen wie Intelligent Drive (automatisiertes Fahren der Stufe 2) und Drive Pilot (automatisiertes Fahren der Stufe 3) gelungen.
2016 ist das Fahrzeug in die permanente Sammlung des Mercedes-Benz Museums überstellt worden.